# Karl Friedrich Schinkel
Karl Friedrich Schinkel (Neuruppin, 13 de marzo de 1781 - Berlín, 9 de octubre de 1841) fue un arquitecto y pintor alemán.
Schinkel fue el más destacado arquitecto del neoclasicismo en Alemania, siendo uno de los artífices de la ciudad de Berlín en su periodo prusiano. Como jefe del departamento de obras del Estado prusiano y arquitecto de la familia real, diseñó la mayoría de los edificios importantes de la época en Berlín.
Sus obras y proyectos ejercieron una notable influencia en numerosos arquitectos del movimiento moderno.
Schinkel es reconocido además como urbanista y pintor, pero también como diseñador de mobiliario y escenografías. La estética neoclásica presente en gran parte de sus proyectos adoptó los paradigmas de la Antigua Grecia. Posteriormente se inclinó por el estilo neogótico, y ya hacia el final de su carrera, optó por una fachada de ladrillo para la sede de la Academia de arquitectura de Berlín, considerada precursora de la arquitectura moderna. Desde su cargo al servicio de la corte prusiana impulsó la creación de una serie de trabajos que llevaron a una “época dorada”.
En 1818, un incendio deja destruido el Schauspielhaus, teatro diseñado por Carl Gotthard Langhans, y Schinkel recibe el encargo de diseñar un nuevo edificio, que termina tres años más tarde. Esta primera gran obra, muestra ya su preferencia por la arquitectura griega sobre la romana, manifestando también la forma en que Prusia se distancia del neoclasicismo francés.
Según Schinkel: “un verdadero hombre de Estado siempre ha de tener en mente el ideal de la Antigüedad”. Los edificios públicos que el arquitecto creó en el centro histórico de Berlín, entre 1816 y 1840, buscaban representar el poder de Prusia. Además proclamaba que la arquitectura pública debía basarse en la “imitación de la naturaleza”.
También es considerado como planificador inicial de la Isla de los Museos, nombre de la mitad septentrional de la Spreeinsel, una isla en el río Spree, en el centro de Berlín.
Su arquitectura se vio influenciada por la obra de Friedrich Gilly, del que heredó una serie de proyectos, ya que Gilly falleció en 1800. Schinkel se dedicó al estudio de la arquitectura medieval influenciado por Johann Wolfgang von Goethe, quien en un escrito sobre arquitectura denominó lo gótico como “el verdadero arte germano”. Sin embargo, no realizó proyectos en este estilo, ya que su mentor, el ministro Wilhelm von Humboldt, aseguraba que el estudio de la cultura griega era de esencial importancia.
Su influencia llegó hasta las provincias prusianas de la región del Renania y Westfalia.

## Biografía

### Juventud y universidad

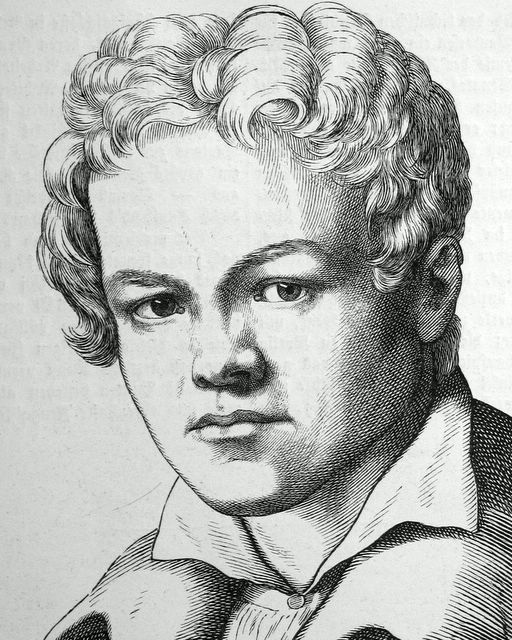
El joven Schinkel.

Karl Friedrich era hijo de Johann Christoph Schinkel y de Dorothea Schinkel, nacida Rose en Neuruppin, el segundo de cinco. Su padre trabajaba como archidiácono y superintendente de las iglesias y escuelas del distrito. Schinkel creció en una rectoría protestante durante los primeros años, hasta que perdió a su padre a la edad de seis años a causa de una neumonía contraída durante la lucha contra un devastador incendio en Neuruppin. La familia se mudó luego a la casa de la viuda del predicador.
Su madre, decidida a proporcionar una buena educación a sus hijos, se trasladó a Berlín en 1794. Allí asistió a la escuela secundaria de Berlín para el Monasterio Gris. Era musical y talentoso en el dibujo. En ese momento, el joven Friedrich Gilly era considerado el mayor talento emergente entre los futuros arquitectos alemanes en Berlín. Había causado revuelo poco antes con el diseño de su monumento para Federico II el Grande. A los 16 años de edad, en 1797, tras visitar una exposición de dibujos de la Escuela de Arquitectura de Berlín en la que descubrió un dibujo de Friedrich Gilly, Schinkel tuvo claro su objetivo profesional: quería convertirse en maestro de obras, y comenzó a dibujar.
Schinkel terminó la escuela secundaria en 1798 y se hizo estudiante y amigo cercano de Friedrich Gilly y de su padre David Gilly, que había fundado una academia privada de arquitectura, donde trabó íntima amistad con la familia Gilly. Desde 1798 asistió a su escuela privada de construcción en Berlín, donde vivía al mismo tiempo, todos los otros estudiantes de arquitectura. En 1799 también se matriculó en la recién fundada Academia de arquitectura de Berlín. La formación estaba orientada a la práctica, y solo en invierno se programaban conferencias, por lo que los estudiantes pasaban el verano en las obras. Schinkel enriqueció su educación al asistir además a conferencias en la Academia de Bellas Artes. No se sabe con certeza cuánto tiempo duraron estos estudios.
En 1800, su nombre ya no aparecía en los directorios, y ese mismo año murió su madre. Sin embargo, Schinkel fue uno de los primeros en aprobar los exámenes técnicos para el servicio civil y en obtener los títulos de administrador de obras (Bauleiter) o inspector de obras (Baustelleninspektor). Después de la muerte prematura de Friedrich Gilly en 1800, continuó sus proyectos de construcción bajo la dirección de su padre, David Gilly. Proyectó el Templo de Pomona en Pfingstberg en Potsdam, que fue el primer edificio que construirá.

### Viaje educativo y pintura
Al llegar a la mayoría de edad en 1803, Schinkel emprendió su primer viaje a Italia. Durante el viaje dejó constancia de sus impresiones en bocetos, notas de diario y cartas. Numerosos dibujos de paisajes y acuarelas superan a los apuntes puramente arquitectónicos. En ese momento se consideraba a Joseph Anton Koch y otros pintores más como pintores de paisajes que como arquitectos. La posición prominente de la pintura en el trabajo de toda la vida de Schinkel fue reconocida por el hecho de que más adelante, ya con obligaciones como arquitecto cada vez más mayores, se dedicó constantemente a la pintura. Finalmente, la pintura y la arquitectura no se pueden separar claramente en su trabajo, y se puede entrever al arquitecto en sus cuadros y al pintor en sus edificios.
Durante su viaje educativo, pasó semanas en Dresde, Praga y Viena, así como en Trieste y otras antiguas ciudades del Adriático. Cuando él y su compañero de viaje Johann Gottfried Steinmeyer, quien más tarde será el arquitecto de Putbus, presenciaron una escena picante en la habitación vecina de un hostal, Schinkel predicó "calma y domesticación" como la "gente más noble". Vía Venecia, Padua, Ferrara, Bolonia, Florencia y Siena llegó a Roma. Allí conoció a Wilhelm von Humboldt, con quien trabó amistad. En abril de 1804 se fue a Nápoles y subió al Vesubio. Pensó en ir tres meses a Sicilia para completar su gira. También realizó allí numerosos dibujos y bocetos de paisajes o impresiones arquitectónicas. En el viaje de regreso pasó por Pisa, Livorno, Génova, Milán y Turín, Lyon a París, donde llegó en diciembre de 1804, donde visitó, entre otras cosas, el Museo del Louvre (en ese entonces Museo Napoleón), con las obras de arte saqueadas por Bonaparte. En 1805 Schinkel regresó a Berlín a través de Estrasburgo, Fráncfort y Weimar.
Después de la derrota contra los franceses en la batalla de Jena y de Auerstedt, no era posible llevar a cabo grandes proyectos de construcción en Prusia. Como Schinkel no solo era un arquitecto, sino también un pintor consumado, cada vez dedicaba más tiempo a sus cuadros. La arquitectura también dio forma al carácter de sus imágenes posteriores, que a menudo se centran en paisajes urbanos utópicos e ideales. De 1807 a 1815 pintó, entre otras cosas, panoramas y dioramas para Wilhelm Ernst Gropius (1765-1852), quien dirigía un café en la antigua casa de Schinkel y tenía una fábrica de máscaras desde 1806.
En Berlín, ocupado por las tropas francesas, Schinkel mostró las primeras imágenes panorámicas en 1807, incluidas las de Constantinopla y de Jerusalén. El panorama de Palermo tuvo mucho éxito en 1808.

### Época dorada

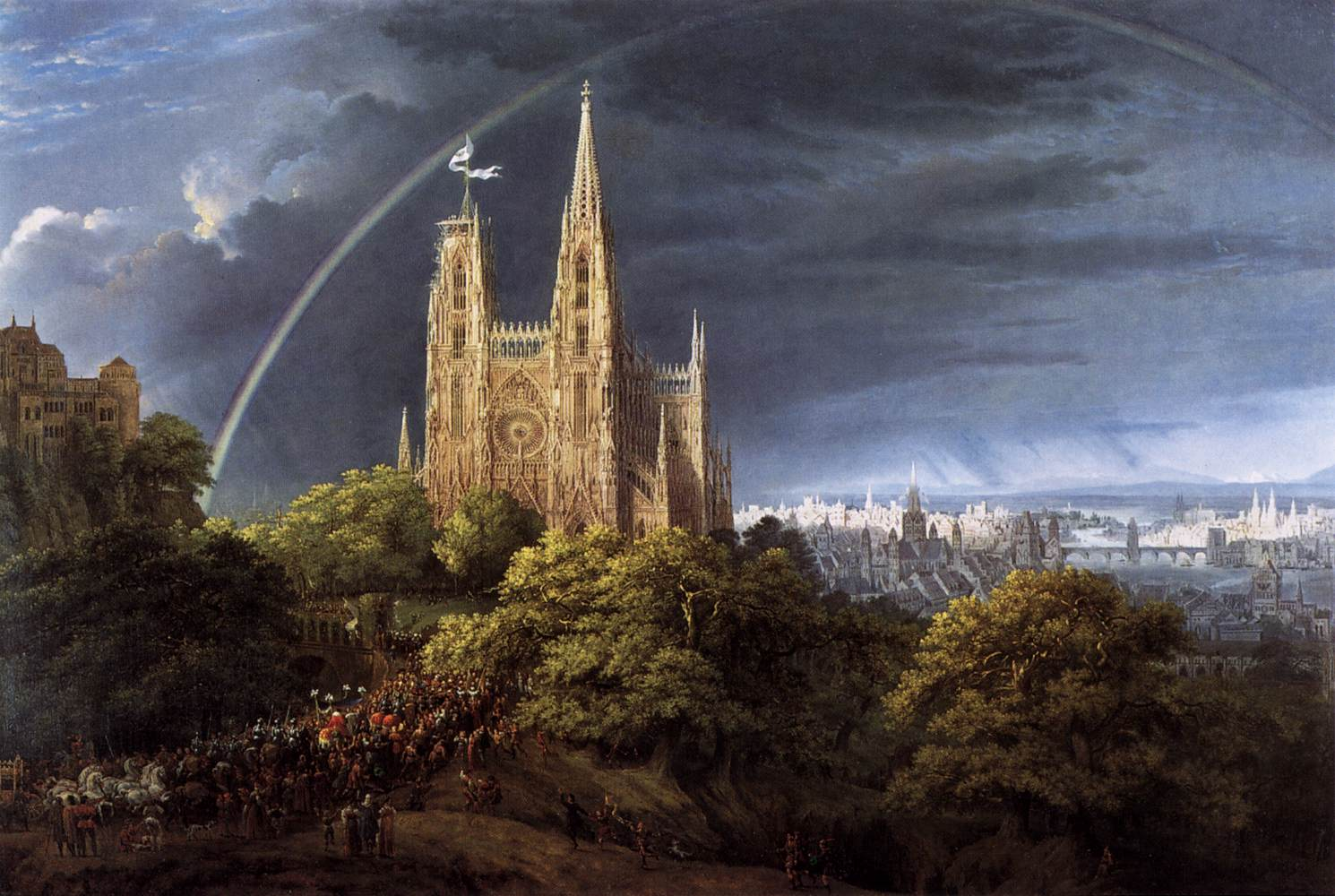
Ciudad medieval al borde del río (1815), obra de Schinkel, Gemäldegalerie de Berlín.

En agosto de 1809, Schinkel se casó con Susanne Berger, la hija de un comerciante de vinos en Szczecin. El matrimonio tuvo lugar en la Iglesia de San Jacobi. Juntos tuvieron cuatro hijos: Marie (n. 1810), Susanne (n. 1811), Karl Raphael (n. 1813) y Elisabeth (n. 1822). En 1810 fue nombrado funcionario de construcciones y en 1815 miembro de la Diputación Técnica de Construcciones.
Tras la derrota de Napoleón Bonaparte, Schinkel fue supervisor del departamento de obras públicas, donde era responsable no sólo de la reforma de la ciudad de Berlín, todavía provinciana, para convertirla en la capital de Prusia, sino también de supervisar los proyectos en los territorios donde el reino se había expandido: Renania y Königsberg (actualmente Kaliningrado).

### Últimos años
En 1839, Schinkel sufrió los primeros síntomas de parálisis, al año siguiente padeció un accidente cerebrovascular e inició una pérdida del conocimiento casi permanente. Murió el 9 de octubre de 1841 y sus restos están sepultados en el cementerio Dorotheenstädtischer Friedhof de la capital alemana.

## Obra

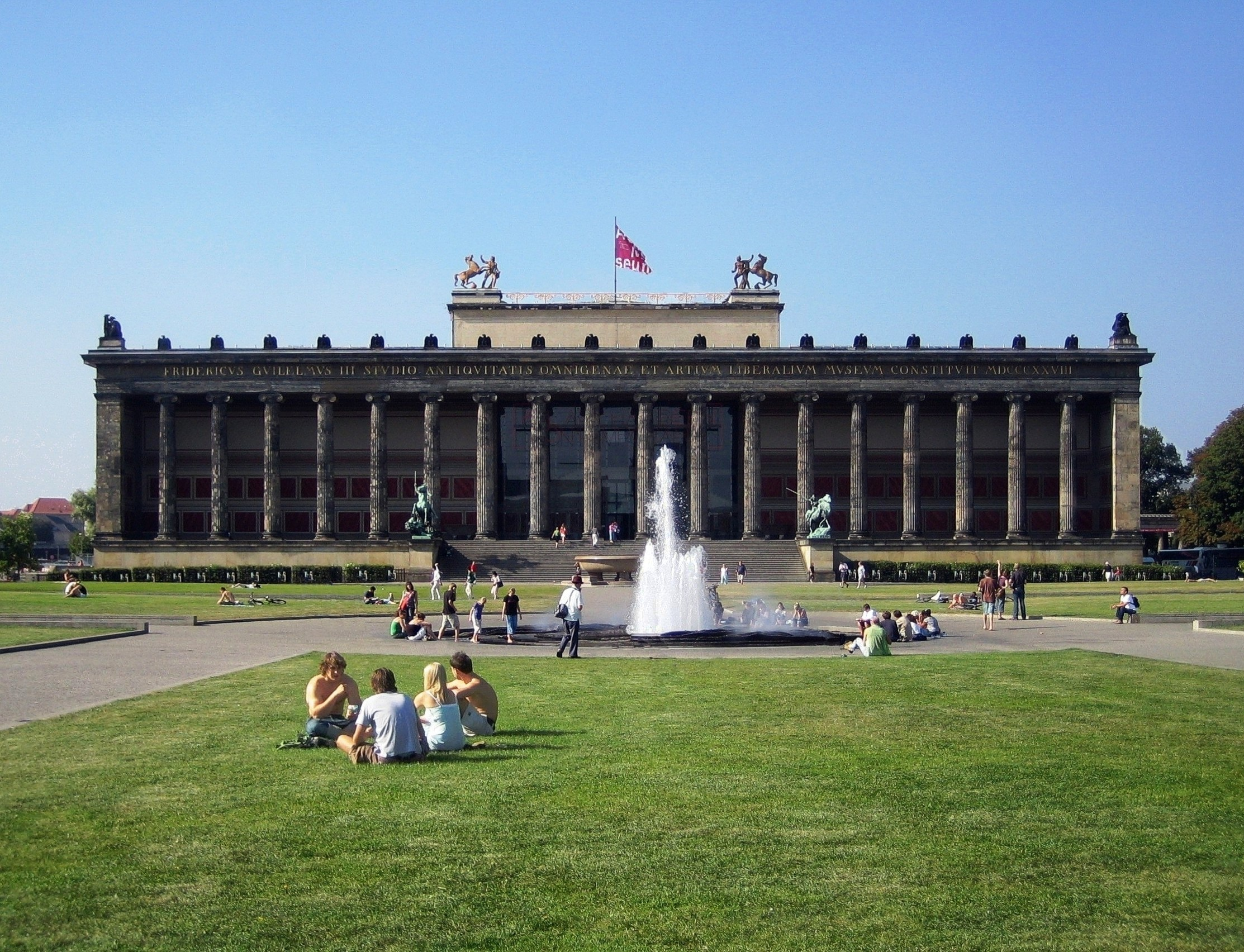
El «Altes Museum» en Berlín.

Pasó por varios estilos y por la etapa romántica. En su etapa más fructífera se vuelve hacia el arte griego en lugar del estilo imperial romano para apartarse del estilo al que eran proclives los recientes ocupantes franceses. Es de notar que fue un notable defensor del estilo Neogriego.

### Berlín

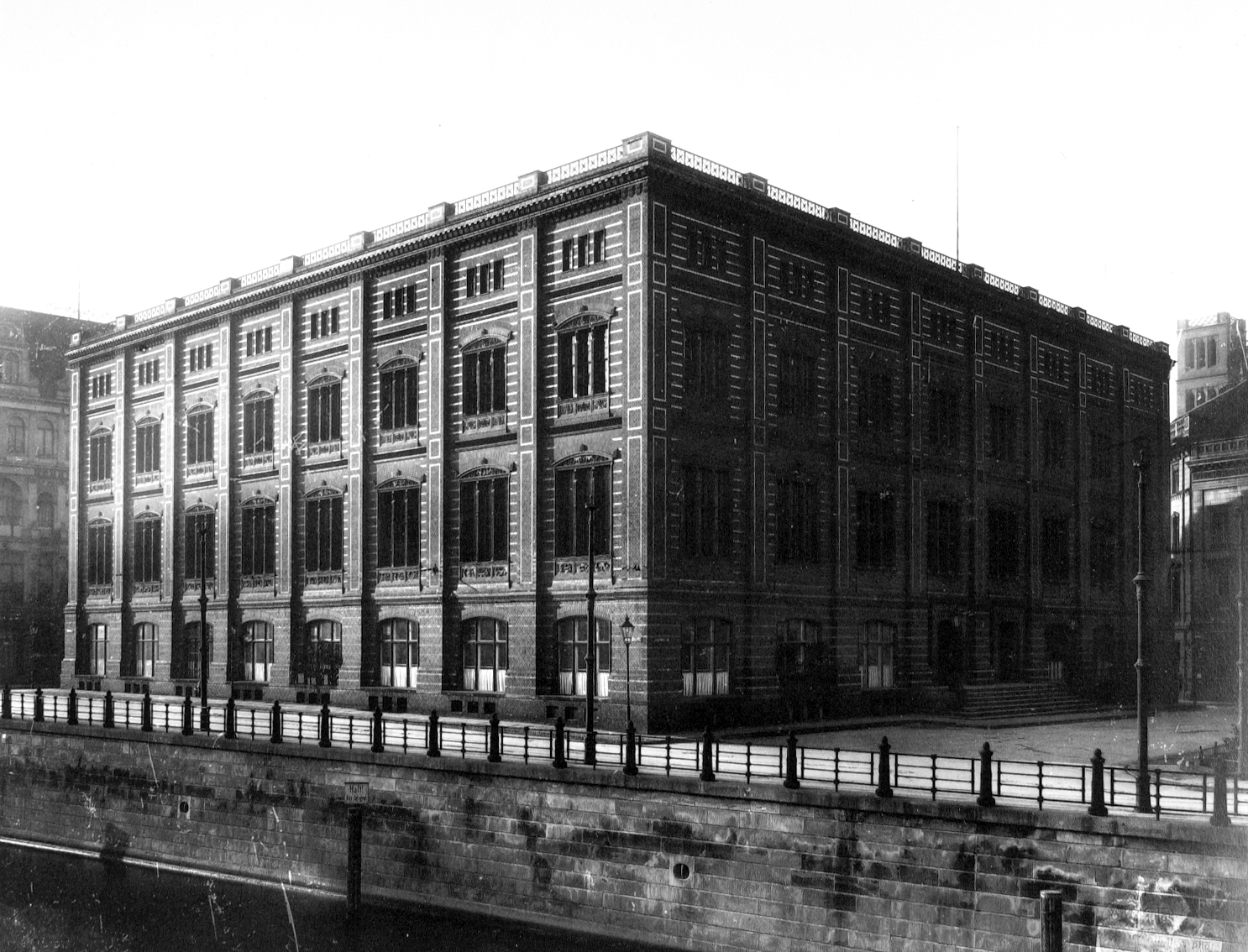
Academia de arquitectura de Berlín.

Solo a partir de 1816 pudo acometer Schinkel funciones arquitectónica concretas, y sus edificios más famosos se encuentran en Berlín y alrededores, como el Neue Wache (1816-1818), el Schauspielhaus (1819-1821) (actualmente el Konzerthaus Berlin), el Gendarmenmarkt, que reemplazó a un anterior teatro que había sido destruido por el fuego en 1817, y el Altes Museum (ver foto) en la Isla de los Museos (1823-1830), que influiría posteriormente en otros arquitectos, como Robert Smirke, James Gandon o William Wilkins.
Más tarde, Schinkel se movió del clasicismo para abrazar el neogótico con su iglesia de Friedrichswerder (1824-1831).
Su edificio más innovador fue la Bauakademie (Academia de arquitectura de Berlín, 1832-1836), que evitó las convenciones historicistas y que parece señalar el camino a una línea de arquitectura "moderna" que sólo llegaría a ser prominente en Alemania a comienzos del siglo XX.

### Obras no construidas
Schinkel es mucho más conocido por sus trabajos teóricos y sus dibujos de arquitectura que por su relativamente escasa obra, ya que muy pocos de sus bocetos llegaron a ser construidos.
Tal vez sus méritos se aprecien en sus diseños no ejecutados para la transformación de la Acrópolis de Atenas en un palacio para el nuevo Reino de Grecia o por el nunca realizado palacio de Orianda en la península de Crimea. Estos y otros diseños fueron recopilados en la «Sammlung architektonischer Entwürfe (Colección de proyectos arquitectónicos)» (1820-1837), catálogo que contiene obras construidas y proyectos, proyectos alternativos, plantas, alzados y secciones, perspectivas de interiores y de vías públicas, detalles arquitectónicos y jardines, proyectos de monumentos, puentes, muebles, ornamentos y objetos de artesanía.

### Diseños
Schinkel diseñó la medalla de Prusia y posteriormente de Alemania, la famosa Cruz de Hierro. También ejerció la profesión de escenógrafo de obras de teatro u ópera, realizando un recordado palacio neoegipcio para la Reina de la Noche en una producción de La flauta mágica en 1815.

## Honores y membresías
- 1811: Miembro de pleno derecho de la Real Academia de Artes Prusiana.
- 1811: Miembro de la German Table Society[13]
- 1813: Miembro honorario de la Zeltersche Liedertafel.
- 1819: Miembro honorario de la Real Asociación Politécnica Bávara, Múnich.
- 1821: Orden del Águila Roja (Roter Adlerorden): III Clase.
- 1823: Miembro extranjero de la Academia de Bellas Artes de París]]
- 1824: Miembro honorario de la Real Academia de Bellas Artes de Dinamarca, Copenhague.
- 1825: Miembro honorario de la Academia de San Lucas, Roma.
- 1833: Orden del Águila Roja: III Clase con arco.
- 1834: Miembro honorario de la Sociedad Alemana para el Estudio de las Antigüedades Patrióticas (Deutschen Gesellschaft zur Erforschung Vaterländischer Alterthümer), Leipzig.
- 1834: Miembro honorario de la Academia de Bellas Artes de San Petersburgo, decoración escénica (1834)
- 1834: Miembro honorario de la National Academy, Nueva York
- 1835: Miembro honorario y miembro correspondiente del Royal Institute of British Architects, Londres.
- 1836: Cruz del Comandante de la Real Orden Griega del Salvador.
- 1836: Orden del Águila Roja: II clase con hojas de roble.
- 1836: Miembro honorario de la Academia de Bellas Artes de Viena (26 de marzo)
- 1838: Miembro honorario de la Academia de Bellas Artes de San Petersburgo.
- Caballero de la Orden del Halcón Blanco

- 1839: Caballero de la Real Orden Sueca de la Estrella del Norte.
- 1840: Miembro honorario de la Real Academia Sueca de las Artes, Estocolmo.
- 1840: Comandante de la Real Orden Danesa de Dannebrog.
- 1852: Desde 1852, la Asociación de Arquitectos e Ingenieros de Berlín ha anunciado el Schinkelwettbewerb (concurso Schinkel) anual con un premio para jóvenes arquitectos, ingenieros y artistas en honor a Schinkel.
- 1936: Su retrato fue seleccionado para un Reichsbanknote de 1000 marcos.[15]
- 1978: Una de las tres categorías del Premio Alemán para la Conservación de Monumentos, la Karl-Friedrich-Schinkel-Ring, lleva su nombre y ha sido otorgada desde 1978.
- 1996: Su monumento, creado por Friedrich Drake, ha vuelto a Schinkelplatz en Berlín-Mitte desde 1996 .
- 1966: la RDA, como primera moneda conmemorativa, emitió una moneda conmemorativa suya de 10 marcos.
- 1981: Para el 200 aniversario en 1981, la RDA emitió un sello especial Karl Friedrich Schinkel de 10 y 25 Pfennig. El Berlin Schauspielhaus y el Museo Alte de Berlín están representados en los sellos .
- 2006: Para el 225.º aniversario de su nacimiento, el Bundesministerium der Finanzen emitió una moneda conmemorativa de plata de 10 euros y se convirtió en un sello especial conmemorativa para conmemorar a Schinkel El Alte Museum Berlin fue representado en él.
- En su lugar de nacimiento, Neuruppin, el Karl-Friedrich-Schinkel-Gymnasium lleva su nombre.

## Exposiciones
- 2012/2013: Karl Friedrich Schinkel. Geschichte und Poesie, Kulturforum Berlin, Berlín.
- 2013 Karl Friedrich Schinkel: Architekt – Maler – Designer. Kunsthalle der Hypo-Kulturstiftung, Múnich